# Quaternaria
Quaternaria is een geslacht van schimmels behorend tot de familie Diatrypaceae. Het lectotype is Quaternaria persoonii.

## Soorten
Volgens Index Fungorum telt het geslacht tien soorten (peildatum maart 2023):
| Soortnaam               | Auteur(s)                          | Publicatiejaar |
| ----------------------- | ---------------------------------- | -------------- |
| Quaternaria annonae     | S.B. Kale & S.V.S. Kale            | 1974           |
| Quaternaria carpinicola | (Ellis & Everh.) Lar.N. Vassiljeva | 2011           |
| Quaternaria chilensis   | Speg.                              | 1910           |
| Quaternaria clerodendri | S.B. Kale & S.V.S. Kale            | 1974           |
| Quaternaria dissepta    | (Fr.) Tul. & C. Tul.               | 1863           |
| Quaternaria faginea     | Petr.                              | 1921           |
| Quaternaria indica      | Srinivas. & P.G. Sathe             | 1971           |
| Quaternaria moravica    | Sacc. & Petr.                      | 1914           |
| Quaternaria persoonii   | Tul. & C. Tul.                     | 1863           |
| Quaternaria tilakii     | A. Pande & V.G. Rao                | 1989           |